# Hunderby
Hunderby är en brittisk komediserie från 2012. 

## Handling
Serien utspelar sig i England under 1830-talet och handlar om Helene som överlever ett skeppsbrott och spolas upp på land utanför den lilla byn Hunderby. 
Helene uppvaktas av stadens pastor Edmund och tackar ja till hans frieri i tron att det var han som räddade hennes liv efter skeppsbrottet. 
Men hennes liv blir inte en dans på rosor som gift och hon hamnar i konflikt med hushållerskan Dorothy som finns i hennes nya hem. Dorothy gör allt för att sätta krokben för Helene.

## Rollista i urval
- Julia Davis - Dorothy
- Alexandra Roach - Helene
- Alex Macqueen - Edmund
- Rufus Jones - doktor Foggerty
- Julian Barratt - berättare
- Rebekah Staton - Annie
- Daniel Lawrence Taylor - Geoff